# Closterus concisiramis
Closterus concisiramis là một loài bọ cánh cứng trong họ Cerambycidae.